# Beate Andersen
Beate Andersen, född 1942, är en dansk keramiker.
Tillsammans med Gunhild Aaberg och Jane Reumert grundade hon Strandstræde Keramik i Köpenhamn. Produktionen har främst bestått av konstkeramik, i första hand i stengods. Trots en gemensam konstnärlig hållning, har keramikernas produktion ett klart personligt uttryck. Andersen har använt en klassisk formgivning med glasyrer i klara, rena färger. Beate Andersen finns representerad i Nationalmuseums samlingar.